# 23 април
23 април е 113-ият ден в годината според григорианския календар (114-и през високосна година). Остават 252 дни до края на годината.

## Събития
- 181 г. пр.н.е. – В Рим е открит храмът на Венера, превърнал се в място за поклонение на куртизанките.
- 1348 г. – Крал Едуард III учредява Орден на жартиерата в деня на свети Георги Победоносец.
- 1800 г. – Град Елена е нападнат от кърджалии, опожарена е черквата „Св. Никола“.
- 1827 г. – Уилям Роуън Хамилтон представя теорията си за системата от лъчи.
- 1856 г. – По инициатива на Кръстьо Пишурка в Лом е създадено българско читалище.
- 1876 г. – Въстава Перущица в рамките на Априлското въстание.
- 1896 г. – В Ню Йорк се състои първата публична кинопрожекция.
- 1907 г. – Писателят Джек Лондон се отправя на околосветско пътешествие.
- 1916 г. – По време на Ирландското въстание революционери завземат ключови сгради в Дъблин и провъзгласяват независимостта на Ирландия.
- 1920 г. – В Анкара е свикано Велико национално събрание на Турция, което отменя правомощията на султан Мехмед VI и въвежда временна конституция.
- 1932 г. – В Стратфорд на Ейвън е открит Кралският Шекспиров театър.
- 1935 г. – Приета е новата конституция на Полша.
- 1940 г. – При пожар в нощен клуб в Начез (Мисисипи) загиват 198 души.
- 1945 г. – Втората световна война: Фелдмаршал Херман Гьоринг уведомява с телеграма Хитлер в обсадения Берлин, че поема властта като негов заместник.

- 1964 г. – В Москва е открит театър Таганка – сцена на авангардния руски театър.
- 1967 г. – Космическа програма на СССР: СССР изстрелва космическия кораб Союз 1 с Владимир Комаров на борда. При завръщането обратно на Земята настъпва авария и космонавтът загива.
- 1986 г. – Във Великобритания са възстановени полетите с дирижабъл като туристическа атракция.
- 1992 г. – Приет е Закон за приватизацията на държавните предприятия в България.
- 1992 г. – В Пекин (Китай) е открит най-големият в света ресторант от веригата Макдоналдс (700 места).
- 1996 г. – За първа година се чества обявеният от ЮНЕСКО Световен ден на книгата в памет на починалите на тази дата през 1616 г. Мигел де Сервантес, Уилям Шекспир и Инка Гарсиласо де ла Вега.
- 1997 г. – Започва кулинарното предаване на БНТ „Вкусно“ през периода 1997-2005 г. Излъчвало се е по Канал 1. Негов наследник става предаването „Бързо, лесно, вкусно“
- 2001 г. – Компанията Intel пуска на пазара микропроцесора Pentium 4.
- 2003 г.— Излиза първата книгата със сатирични фантазии „Птица ли е като птица“ на българския писател Емил Измирлиев.
- 2004 г. – При престрелка в Кербала (Ирак) е ранен старши сержант Димитър Иванов Димитров, който по-късно умира от раните си.

## Родени
- 1420 г. – Иржи Подебрад, чешки крал († 1471 г.)
- 1464 г. – Жана Френска, френска благородничка († 1505 г.)
- 1676 г. – Фредерик I, шведски крал († 1751 г.)
- 1775 г. – Джоузеф Търнър, английски художник († 1851 г.)
- 1791 г. – Джеймс Бюканън, 15-и президент на САЩ († 1868 г.)
- 1804 г. – Мария Тальони, италианска балерина († 1884 г.)
- 1823 г. – Абдул Меджид, султан на Османската империя († 1861 г.)
- 1856 г. – Иван Мърквичка, български художник († 1938 г.)
- 1857 г. – Руджеро Леонкавало, италиански композитор († 1919 г.)
- 1858 г. – Макс Планк, германски физик, Нобелов лауреат през 1919 г. († 1947 г.)
- 1859 г. – Никола Желявски, български офицер († 1926 г.)
- 1863 г. – Георги Тенев, български военачалник († 1912 г.)
- 1867 г. – Йоханес Фибигер, датски патролог, Нобелов лауреат през 1926 г. († 1928 г.)
- 1887 г. – Андре Мот, белгийски дипломат (?)
- 1891 г. – Сергей Прокофиев, руски композитор († 1953 г.)
- 1897 г. – Лестър Пиърсън, министър-председател на Канада, Нобелов лауреат през 1957 г. († 1968 г.)
- 1899 г. – Бертил Олин, шведски икономист, Нобелов лауреат през 1977 г. († 1979 г.)
- 1899 г. – Георги Каракашев, български художник († 1970 г.)
- 1902 г. – Халдоур Лакснес, исландски писател, Нобелов лауреат през 1955 г. († 1998 г.)
- 1905 г. – Георги Златев-Черкин, български композитор († 1977 г.)
- 1911 г. – Роналд Ним, английски оператор († 2010 г.)
- 1915 г. – Кристине Буста, австрийска поетеса († 1987 г.)
- 1918 г. – Морис Дрюон, френски писател († 2009 г.)
- 1923 г. – Петър Слабаков, български актьор († 2009 г.)
- 1923 г. – Радой Ралин, български поет и сатирик († 2004 г.)
- 1928 г. – Шърли Темпъл, американска актриса († 2014 г.)
- 1932 г. – Ален Безансон, френски политолог († 2023 г.)
- 1936 г. – Рой Орбисън, американски певец († 1988 г.)
- 1942 г. – Ванча Дойчева, българска актриса († 2017 г.)
- 1954 г. – Майкъл Мур, американски режисьор
- 1954 г. – Ксения Еркер, хърватска певица
- 1955 г. – Джуди Дейвис, австралийска актриса
- 1957 г. – Патрик Оуржедник, чешки писател
- 1959 г. – Братя Аргирови, български естраден дует
- 1964 г. – Димитър Йорданов, български политик
- 1970 г. – Малин Кръстев, български актьор
- 1976 г. – Хенинг Рюменап, немски китарист
- 1977 г. – Араш Лабаф, ирански певец, актьор и продуцент
- 1977 г. – Джон Сина, американски кечист
- 1984 г. – Александра Костенюк, руска шахматистка
- 1987 г. – Иван Сашов, български актьор
- 1989 г. – Никол Вайдишова, чешка тенисистка
- 1990 г. – Дев Пател, британски актьор
- 1995 г. - Джиджи Хадид, американски модел

## Починали
- 303 г. – Свети Георги Победоносец, мъченик на християнската вяра (* ок. 275 – 281)
- 1038 г. – Людолф, граф на Брауншвайг (* ?)
- 1124 г. – Александър I Шотландски, шотландски крал (* ок. 1078)
- 1616 г. – Де Ла Вега, перуански писател (* 1539 г.)
- 1605 г. – Борис Годунов, руски цар (* ок. 1551)
- 1616 г. (23 април по нов стил) – Мигел де Сервантес, испански писател (* 1547 г.)
- 1616 г. (23 април по стар стил) – Уилям Шекспир, английски драматург (* 1564 г.)
- 1850 г. – Уилям Уърдсуърт, английски поет (* 1770 г.)
- 1851 г. – Михаил Лазарев, руски морски капитан (* 1788 г.)
- 1863 г. – Никола Богориди, османски политик от български произход (* 1820 г.)
- 1895 г. – Карл Лудвиг, германски физиолог (* 1816 г.)
- 1914 г. – Харитон Генадиев, български журналист (* 1861 г.)
- 1916 г. – Густав Швалбе, германски анатом, хистолог и антрополог (* 1844 г.)
- 1918 г. – Димитър Ризов, български общественик, публицист и дипломат (* 1862 г.)
- 1922 г. – Леополд Маунтбатън, английски аристократ (* 1889 г.)
- 1942 г. – Иля Рабинович, руски шахматист (* 1891 г.)
- 1951 г. – Чарлс Дос, американски политик, Нобелов лауреат през 1925 г. (* 1865 г.)
- 1953 г. – Питър Де Розе, американски композитор (* 1900 г.)
- 1972 г. – Жорж Папазов, български художник модернист, писател и критик (* 1894 г.)
- 1975 г. – Ролф Дитер Бринкман, немски поет (* 1940 г.)
- 1978 г. – Жак Рюеф, френски икономист (* 1896 г.)
- 1990 г. – Полет Годар, американска актриса, бивша съпруга на Чарли Чаплин (* 1910 г.)
- 1992 г. – Сатяджит Рей, индийски режисьор (* 1921 г.)
- 1996 г. – Памела Травърз, английска писателка от австралийски произход (* 1899 г.)
- 1998 г. – Константинос Георгиу Караманлис, президент на Гърция (* 1907 г.)
- 2003 г. – Курт Клингер, австрийски писател (* 1928 г.)
- 2005 г. – Джон Милс, британски актьор (* 1908 г.)
- 2007 г. – Борис Елцин, първи президент на Русия (* 1931 г.)
- 2012 г. – Хачо Бояджиев, български режисьор (* 1932 г.)
- 2021 г. – Милва, италианска певица и театрална актриса (* 1939 г.)

## Празници
- Българска православна църква – свети мъченик Лазар Български
- ЮНЕСКО – Световен ден на книгата и авторското право
- Бермудски острови – Ден на пипера
- Великобритания, Гърция и Канада – Ден на св. Георги Победоносец (патронен и национален празник на Англия)
- Германия – Национален ден на бирата
- Каталуния (Испания) – Ден на любовниците (подарява се книга и роза като знак на любовен трепет. Празникът е в чест на Сервантес и Шекспир)
- Турция – Ден на суверенитета (от 1920 г.) и Ден на децата (от 1929 г.)